# Quartet de corda núm. 9 (Mozart)
El Quartet de corda núm. 9 en la major, K. 169, és una obra composta per Wolfgang Amadeus Mozart l'agost de 1773, a Viena, en una estada a la ciutat. Es tracta del segon d'una sèrie de sis quartets, coneguts com a Quartets vienesos.
Consta de quatre moviments:
1. Molto Allegro
2. Andante
3. Menuetto
4. Rondeau (Allegro)